# David D. Balam
David D. Balam (n. secolul al XX-lea) este un astronom și cercetător canadian al Departamentului de fizică și astronomie al University of Victoria din orașul Victoria, provincia British Columbia.
Specializat în cercetarea obiectelor cosmice din apropierea planetei planetei noastre, Balam este unul dintre cei mai prolifici contribuitori la descoperirea de obiecte cosmice din Sistemul Solar. Există doar doi astronomi care au făcut mai multe descoperiri decât Balam. Astronomul canadian este creditat cu descoperirea sau co–descoperirea a mai mult de 600 de asteroizi, peste o mie de supernove extra-galactice, și nove din Galaxia Andromeda — cunoscută și ca Galaxia M31 după catalogul Messier. Balam este de asemenea co–creditat cu descoperirea din 1997 a cometei Zhu–Balam.
Printre corpurile cerești descoperite de Balam se găsește și asteroidul 150145 Uvic, denumite după „Universitatea provinciei Victoria”, University of Victoria, și asteroidul 197856 Tafelmusik, numit după orchestra de muzică baroc Tafelmusik Baroque Orchestra din Toronto. Actualmente, Balam conduce o echipă de monitorizare cerească, numită optical transient survey (OTS), utilizând telescopul de 1,82 m Plaskett Telescope al Consiliului Național de Cercetare al Canadei.
Asteroidul 3749 Balam este denumit în onoarea sa, recunoscând contribuția sa esențială la realizarea software–ului pentru programul universității, la care lucrează, de studiere al planetelor minore și al cometelor.

## Listă de descoperiri de planete minore făcute de Balam
| 4789 Sprattia     | 20 octombrie 1987 | Lista 4001-5000 |
| 6532 Scarfe       | 4 ianuarie 1995   | Lista 6001-7000 |
| 7886 Redman       | 12 august 1993    | Lista 8001-9000 |
| 11955 Russrobb    | 8 februarie 1994  | list            |
| 20106 Morton      | 20 august 1995    | list            |
| 29348 Criswick    | 28 martie 1995    | list            |
| 39791 Jameshesser | 13 august 1997    | list            |
| 48774 Anngower    | 10 august 1997    | list            |
| 54411 Bobestelle  | 3 iunie 2000      | list [A]        |
| 60622 Pritchet    | 30 martie 2000    | list            |
| 81915 Hartwick    | 15 iulie 2000     | list            |
| 100416 Syang      | 2 februarie 1996  | list            |
| 100596 Perrett    | 9 august 1997     | list            |
| 150145 Uvic       | 23 ianuarie 1996  | list            |
| 154660 Kavelaars  | 29 martie 2004    | list            |
| 157194 Saddlemyer | 21 august 2004    | list            |
| 168358 Casca      | 24 februarie 1996 | list            |
| 197856 Tafelmusik | 21 august 2004    | list            |
| 202740 Vicsympho  | 11 iunie 2007     | list            |
| (217670) 1998 UQ6 | 22 octombrie 1998 | list            |

| 241090 Nemet       | 23 octombrie 2006  | list |
| 246238 Crampton    | 5 septembrie 2007  | list |
| 255703 Stetson     | 25 august 2006     | list |
| (256550) 2007 LV14 | 11 iunie 2007      | list |
| (262002) 2006 QE57 | 23 august 2006     | list |
| 273987 Greggwade   | 11 iunie 2007      | list |
| 288478 Fahlman     | 16 martie 2004     | list |
| 289314 Chisholm    | 30 septembrie 2003 | list |
| 292051 Bohlender   | 14 septembrie 2006 | list |
| 293878 Tapping     | 9 septembrie 2007  | list |
| 304233 Majaess     | 14 septembrie 2006 | list |
| 308825 Siksika     | 14 septembrie 2006 | list |
| 314988 Sireland    | 13 decembrie 2006  | list |
| 315012 Hutchings   | 20 ianuarie 2007   | list |
| 315186 Schade      | 11 iunie 2007      | list |
| 325973 Cardinal    | 13 decembrie 2006  | list |
| 332324 Bobmcdonald | 12 decembrie 2006  | list |
| 345842 Alexparker  | 12 iunie 2007      | list |
| 350185 Linnell     | 3 iunie 2006       | list |
| (352102) 2007 AG12 | 13 ianuarie 2007   | list |

| (353349) 2010 VT103                         | 9 septembrie 2007 | list |
| (356450) 2010 XF85                          | 11 iunie 2007     | list |
| 358376 Gwyn                                 | 13 decembrie 2006 | list |
| (359945) 2012 AR8                           | 12 iunie 2007     | list |
| 362793 Suetolson                            | 23 august 2006    | list |
| 378204 Bettyhesser                          | 26 decembrie 2006 | list |
| 380480 Glennhawley                          | 16 decembrie 2003 | list |
| 381260 Ouellette                            | 11 octombrie 2007 | list |
| 383417 DAO                                  | 23 octombrie 2006 | list |
| 402920 Tsawout                              | 7 octombrie 2007  | list |
| 414026 Bochonko                             | 11 iunie 2007     | list |
| 423097 Richardjarrell                       | 16 decembrie 2003 | list |
| 427695 Johnpazder                           | 16 martie 2004    | list |
| (428347) 2007 LR30                          | 11 iunie 2007     | list |
| (475802) 2006 XU67                          | 13 decembrie 2006 | list |
| Co-descoperire realizată cu A P. B. Stetson |                   |      |